# Wieskirche
Die Wieskirche, offiziell Wallfahrtskirche zum Gegeißelten Heiland auf der Wies, ist eine römisch-katholische Wallfahrtskirche im namensgebenden Ortsteil Wies der bayerischen Gemeinde Steingaden. Der herausragende, 1754 fertiggestellte Sakralbau im Rokokostil ist das Hauptwerk der Brüder Johann Baptist und Dominikus Zimmermann und gehört seit 1983 zum UNESCO-Weltkulturerbe. Patron der im Bistum Augsburg gelegenen Kirche ist der Heilige Josef.

## Geschichte

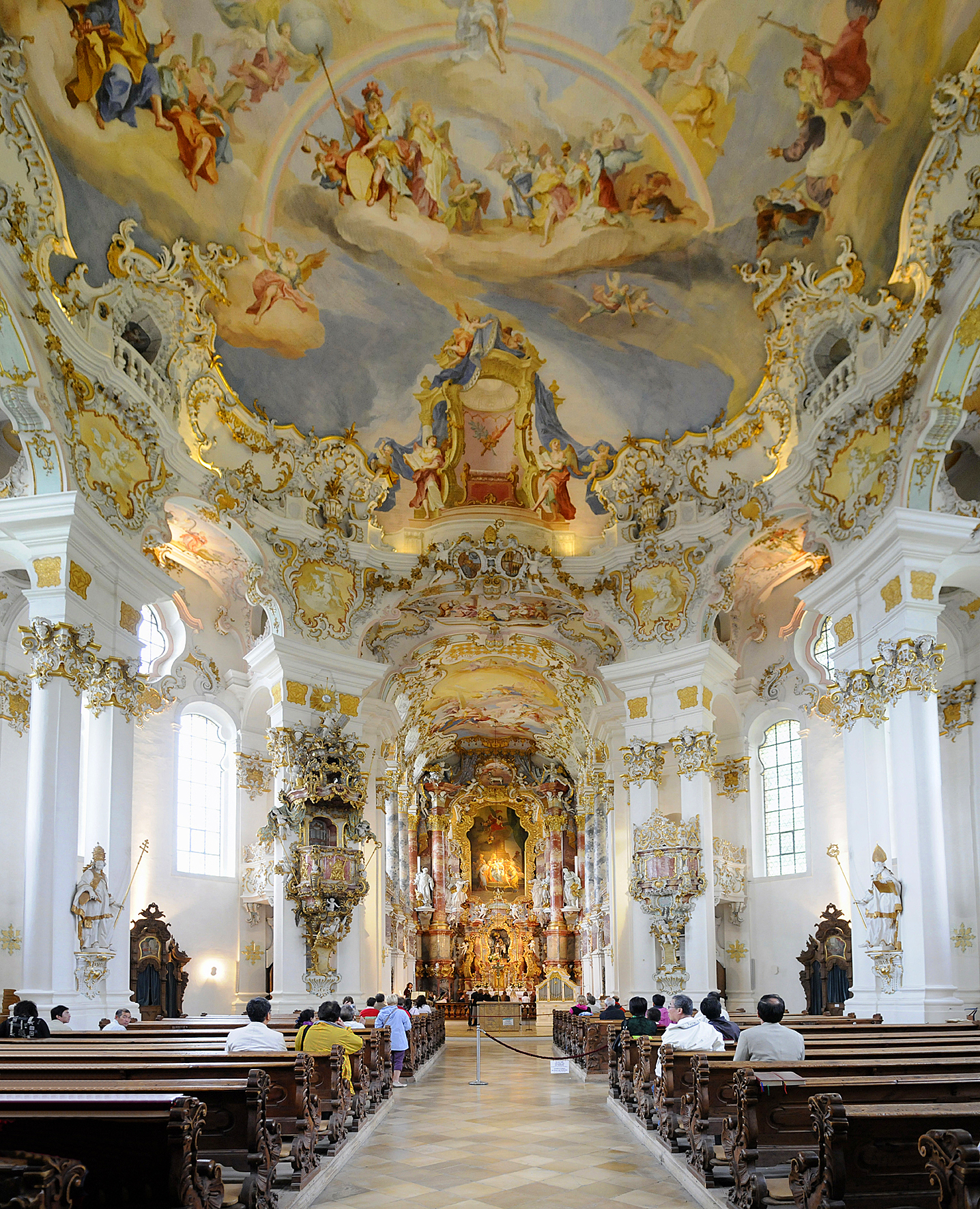
Innenansicht der Wieskirche

Die Gründung der Kirche geht auf eine Wallfahrt zurück, die seit 1739 bestand. Sie entstand aus der Verehrung einer Statue des gegeißelten Heilands, die 1730 von Pater Magnus Straub und Bruder Lukas Schweiger im oberbayerischen Kloster Steingaden angefertigt wurde. Die Statue wurde 1732–34 bei der Karfreitagsprozession des Klosters mitgetragen. 1738 kam sie in den Privatbesitz eines Bauern auf der Wies, dem Ort des Sommer- und Erholungsheims des Klosters einige Kilometer südöstlich Steingadens. Am 14. Juni 1738 bemerkte die Bäuerin Maria Lory in den Augen der Figur einige Tropfen, die sie für Tränen hielt. Im folgenden Jahr 1739 führten Gebetserhörungen und kleinere Wallfahrten zum Bildnis des Heilands zum Bau einer kleinen Feldkapelle. 1744 wurde die Erlaubnis eingeholt, in der Kapelle die Messe zu lesen, womit die Wallfahrten den offiziellen Segen der Kirche erhielten.
Die heutige Wieskirche wurde von den Brüdern Johann Baptist und Dominikus Zimmermann unter der Leitung von Abt Marinus II. Mayer im Stile des Rokoko erbaut. 1744 war Baubeginn am östlichen Chor. Der Grundstein wurde 1746 gelegt. Zu diesem Zeitpunkt standen bereits die Chormauern. Die Weihe des Chores fand 1749 statt, die Gesamtweihe 1754. Die Ausstattung war bis 1757 vollendet. Dominikus Zimmermann hat fortan bis zu seinem Tod im Jahr 1766 in Wies gelebt.
Der Bau brachte das Kloster Steingaden in große finanzielle Schwierigkeiten. So stiegen die Baukosten von den ursprünglich veranschlagten 39.000 Gulden auf schließlich 180.000 Gulden. Zusammen mit anderen Verpflichtungen führte das zu einer finanziellen Gesamtbelastung, von der sich das Kloster bis zu seiner Auflösung während der Säkularisation im Jahre 1803 nie mehr ganz erholte.
Häufig wurde berichtet, der bayerische Staat habe im Zuge der Säkularisation geplant, die Wieskirche zu versteigern oder abzureißen, und nur ortsansässige Bauern hätten die Erhaltung des Bauwerks erreicht. Belegen lässt sich allerdings im Gegenteil, dass sich die Aufhebung-Kommission von 1803 – gegen wirtschaftliche Bedenken des Steingadener Abts – ausdrücklich für die Weiterführung der Wallfahrt in der Wies aussprach.
1983 wurde die Wieskirche zum Weltkulturerbe erklärt, weil sie „ein Meisterwerk der menschlichen Schöpferkraft“ und ein „Zeugnis von einer kulturellen Tradition oder einer bestehenden oder untergegangenen Kultur“ darstellt.

„Die Harmonie zwischen Kunst und Landschaft ist einzigartig. Alle verwendeten Kunstformen und Techniken – Architektur, Bildhauerei, Malerei, Stuckarbeiten, Schnitzereien, Schmiedearbeiten – wurden vom Architekten zu einer leicht anmutenden Struktur aus Form und Licht zusammengeführt. Die üppige Innendekoration ist in ihrer Fülle und Feinheit unerreicht. Die opulenten Stuckelemente wurden von Dominikus Zimmermann, die Deckenfresken von seinem Bruder Johann Baptist Zimmermann, dem Hofmaler der bayerischen Kurfürsten, ausgeführt. Die vergoldeten Stuckgirlanden und das komplizierte Trompe-l’oeil-Fresko an der Kuppeldecke sind Meisterwerke menschlicher Kreativität und ein bewegendes Zeugnis tiefen Glaubens.“

Von 1985 bis 1991 wurde die Kirche für 10,6 Millionen DM restauriert. Mehr als eine Million Menschen im Jahr besuchen die Kirche. Sie ist regelmäßig Veranstaltungsort von kirchenmusikalischen Konzerten. Die großen Hauptfeste der Wies sind: am 1. Mai die Eröffnung des Wallfahrtsjahres, am 14. Juni oder am folgenden Sonntag das Fest der Tränen Christi (Gedächtnis der Tränenwunders und Entstehung der Wallfahrt), das Schutzengelfest am ersten Sonntag im September zum Gedächtnis der Kirchweihe und das Fest der Bruderschaft zum gegeißelten Heiland auf der Wies am zweiten Sonntag im Oktober. Festlich begangen wird in der Wies auch die Kar- und Ostern-Liturgie. An der Kirche besteht die „Confraternitas Domini Nostri Flagellati“ (Bruderschaft zum gegeißelten Heiland auf der Wies), deren Mitglieder sich der besonderen Verehrung des gegeißelten Heilands widmen. Sie umfasst heute über 350 Mitglieder, bestehend aus Priestern und Laien.

## Beschreibung

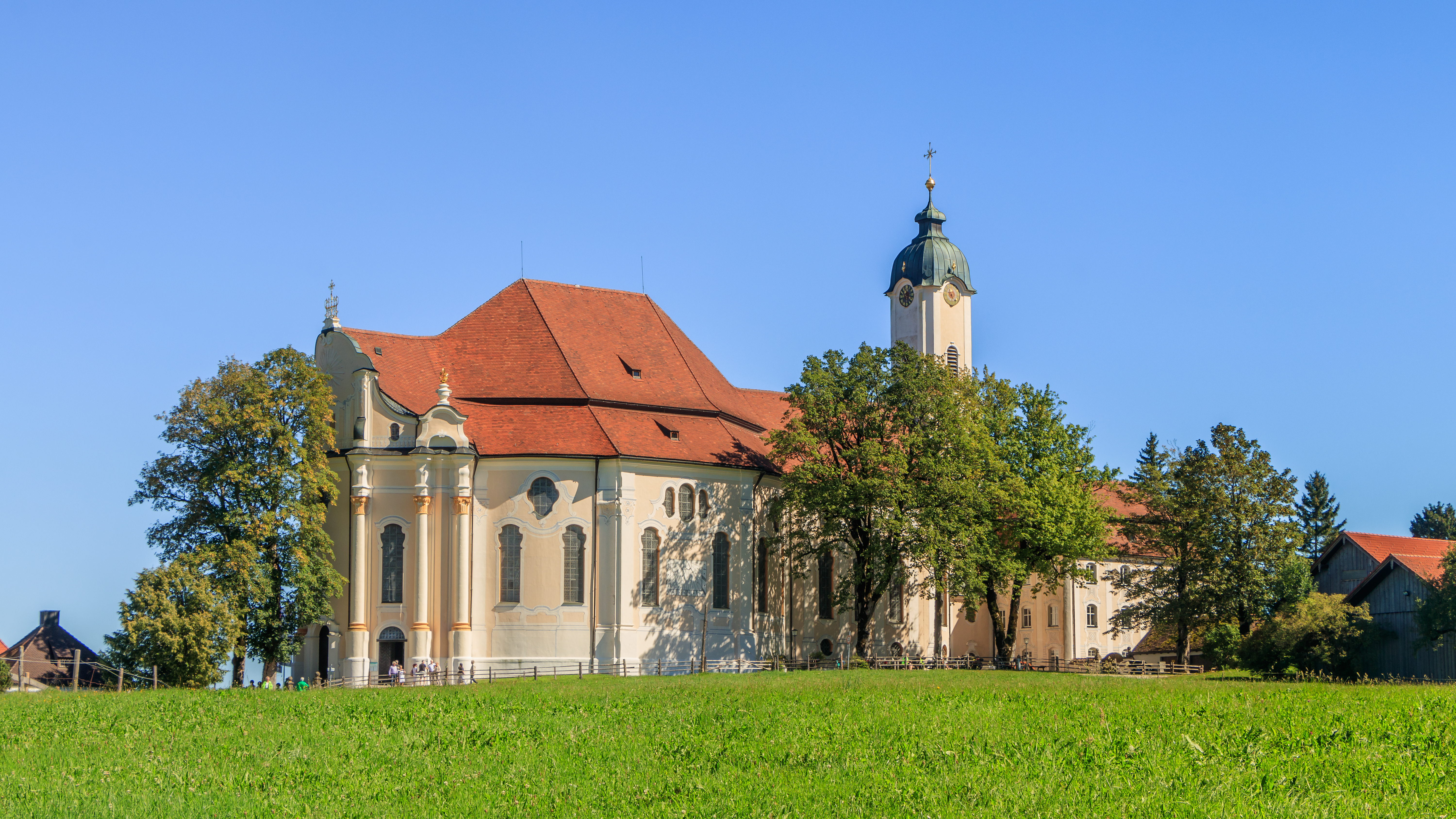
Außenansicht der Wieskirche

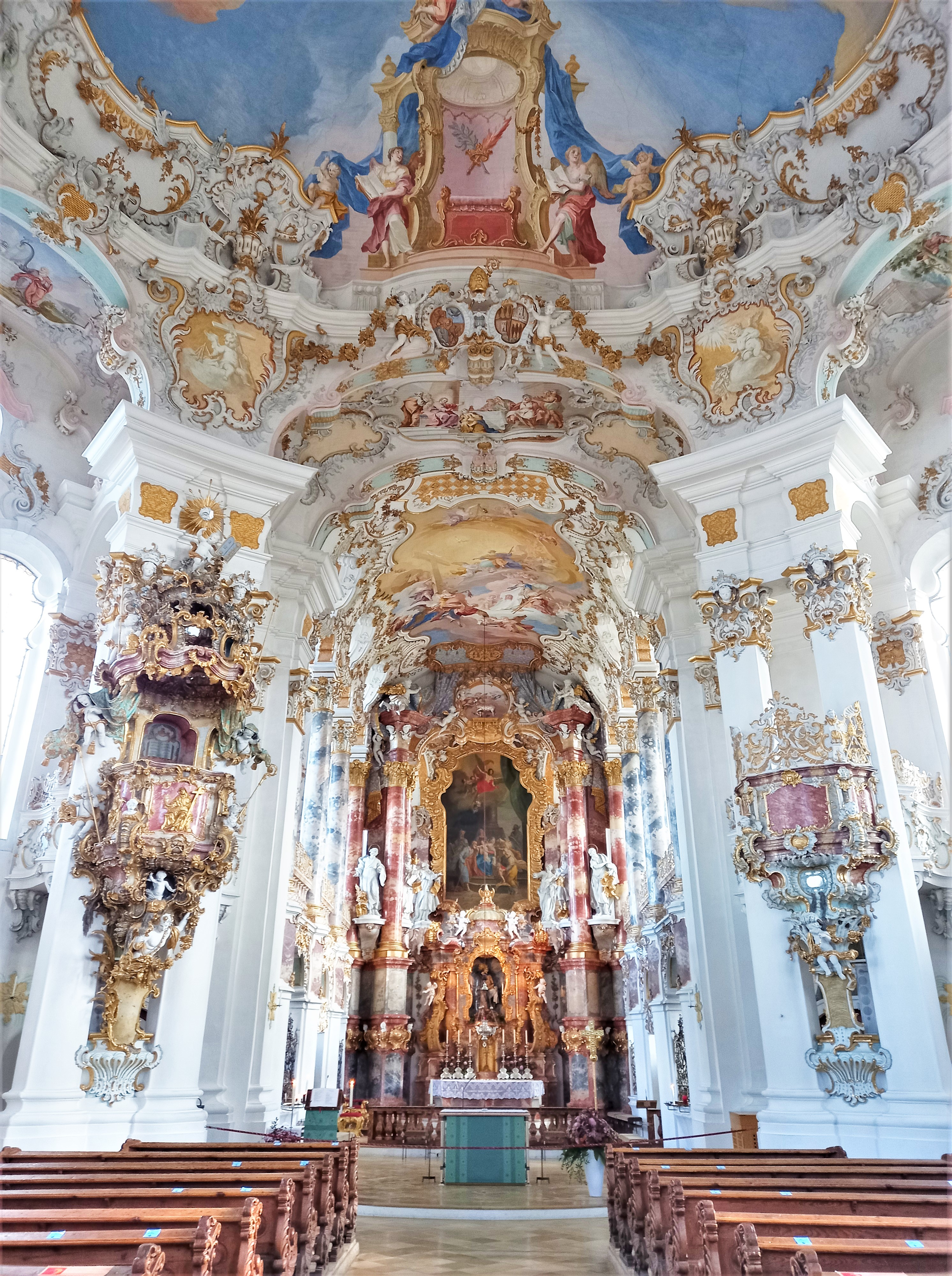
Innenraum, Blick zum Altar

### Äußeres
Der Außenbau der Wallfahrtskirche zum Gegeißelten Heiland auf der Wies zeigt einen Kirchenbau mit großem Gemeindehaus und langem Chor, dem sich östlich ein Turm anschließt. Gegliedert wird der Außenbau von einem durchgehenden Sockel, Pilastern und schmalen Gebälkstücken über den Pilastern. Die Westfassade schwingt konvex vor, Halbsäulen aus Kalkstein gliedern sie in drei Achsen. Ein Giebel mit geschwungenem Umriss schließt die Fassade ab. Gekurvte Fenster durchbrechen die Wände. Die Architekturglieder sind in Weiß, die Putzflächen in Rosa gehalten.
- Gesamtlänge innen: 54 m
- Länge des Gemeinderaums: 29 m
- Breite des Gemeinderaums: 25 m
- Scheitelhöhe des Gewölbes im Gemeinderaum: 20,6 m
- Scheitelhöhe in Chor und über der Orgelempore: 16,3 m[6]

Im Außenbereich, östlich des Turms, befindet sich ein barocker Anbau, der den Äbten von Steingaden als Sommerresidenz diente. Auch die 4–6 Patres, die den Wallfahrern Seelsorge leisteten, wohnten in diesem Anbau. Heute ist in zwei Räumen im zweiten Obergeschoss ein Wallfahrtsmuseum untergebracht.

### Inneres
Der Grundriss der Wieskirche vereint ovale Rotunde und halbrund schließenden Langchor, wobei die Rotunde vollständig von einem Umgang umgeben ist. Acht Doppelpfeiler trennen Rotunde und Umgang. In der Querachse sind Querarme angedeutet. Während der Chor auf drei Seiten von Nebenräumen umgeben ist, fügt sich im Westen eine Vorhalle an. Als raumbestimmend erweisen sich die Doppelpfeiler mit ihren leicht ausschwingenden Seiten. Sie tragen Kapitelle in Weiß-Gold. Auf ihnen liegen mächtige Architravblöcke, von denen aus die Bögen der Arkaden ansetzen. Zwischen diesen liegen Rocaille-Kartuschen. Ein verkröpftes Attikagesims leitet zur Wölbung über. Dominikus Zimmermann arbeitet hier mit Variationen, die das Raumbild beleben. So ist das zentrale Längsoval eigentlich „ein unechtes Oval mit gerade geführtem Mittelstück“. Und die Arkaden sind in den Hauptachsen breiter als in den Diagonalachsen.
Zwischen den östlichen Doppelpfeilern sind links die Kanzel und rechts die Abt-Loge angebracht. Zwischen den weiteren Doppelpfeilern sind die vier überlebensgroßen Figuren der Kirchenväter (Hieronymus, Ambrosius, Augustinus und Gregor der Große) zu sehen. Sie sind ein Spätwerk des Tiroler Bildhauers Anton Sturm. Zwischen den Pfeilern sind zahlreiche Fenster eingebaut. Sie lassen den Raum lichtdurchflutet wirken. Vier Emporen im Gewölbe sind das Bindeglied zwischen Kirchenschiff und Dachboden. Das in der Mitte flache Gewölbe ist eine am Dachstuhl befestigte Holzkonstruktion.
Der Wandaufbau des Chores ist dreiteilig: Die unterste Ebene besteht aus drei mit filigranem Schmiedewerk gefüllten Rundbogenöffnungen, die in Nebenräume führen. Nach oben folgt die lichtdurchflutete Emporenzone mit den weiß-blau schimmernden Stuckmarmorsäulen, die durch niedrige Balustraden mit weißen Gitteraufsätzen verbunden sind. Singulär ist die Form der Arkadenbögen. Über den Marmorsäulen leitet eine von originellen Maueröffnungen durchbrochene Hohlkehle zum Deckenbild über.

## Ausstattung

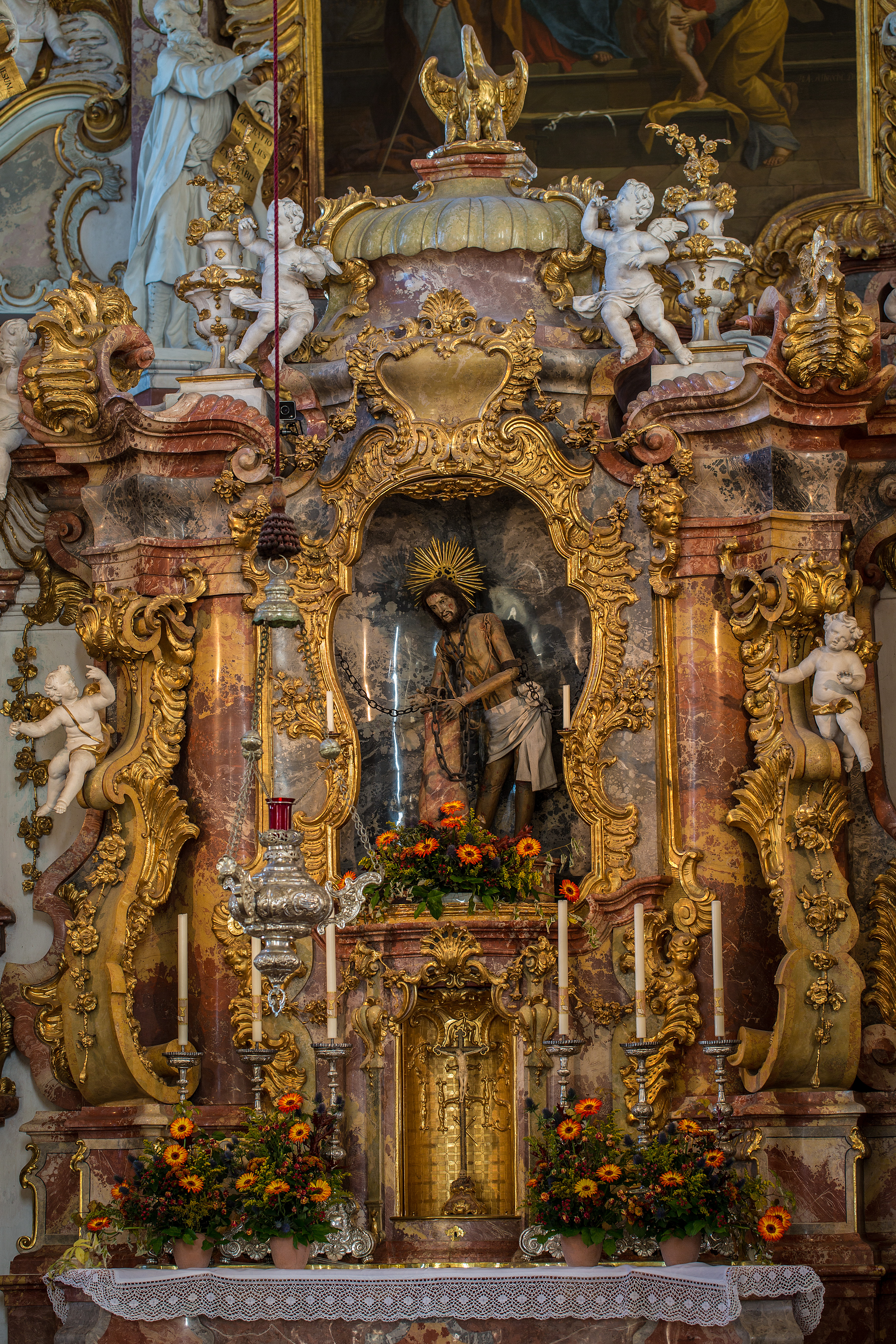
Gnadenbild des gegeißelten Heilands

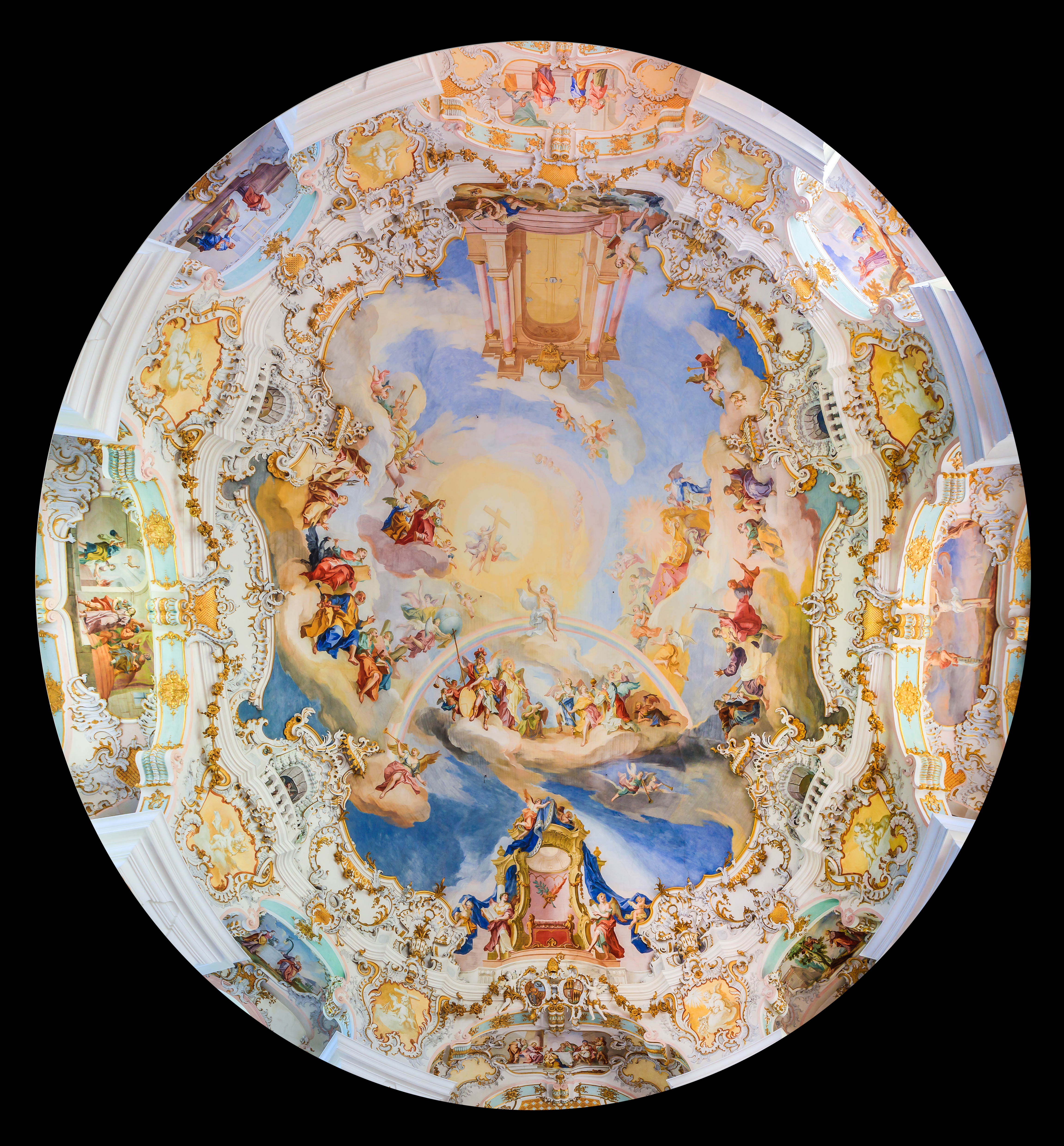
Panorama des Deckengemäldes

### Altäre
Der Hochaltar mit dem Gnadenbild des gegeißelten Heilands ist Ziel und Zweck des Raumes. Oberhalb von Altarmensa und Tabernakel ist der an Ketten gefesselte, gegeißelte Heiland zu sehen. Das Gnadenbild befindet sich in einem prunkvoll vergoldeten, von Voluten gerahmten Gehäuse. Darüber ein Pelikan, ein Symbol für den sich opfernden Christus. Je drei rot-weiße Stuckmarmorsäulen rahmen den Altar. Vor den vorderen Säulen stehen die Stuckfiguren der vier Evangelisten mit vergoldeten Attributen, geschaffen hat sie Egid Verhelst. Das Altarbild im üppig vergoldeten Rahmen zeigt die Heilige Sippe, das heißt, den Jesusknaben inmitten seiner Familie. Es stammt vom Münchener Hofmaler Balthasar Augustin Albrecht. Der Altarauszug zeigt unter einem Baldachin mit Lambrequins das Lamm Gottes, das Symbol für Jesus Christus.
Die Seitenaltäre im nördlichen und südlichen Querarm werden durch verschieden hohe Säulen mit doppelten, aufschwingenden Gebälklagen gerahmt. Der Altar im nördlichen Querarm zeigt das Altarblatt Jesus und Magdalena, gemalt von Johann Georg Bergmüller. Seitlich stehen Heilige auf Konsolen, links die Heilige Magdalena, rechts Margareta von Cortona. Im Altarauszug thront auf Wolkenbänken der Erzvater Abraham, dem Engel die Seelen von Verstorben zutragen. Der Altar im südlichen Querarm zeigt das Altarblatt der Verleugnung Christi von Joseph Magges. Die Heiligen sind links der heilige Norbert und rechts der heilige Bernhard von Clairvaux. Im Altarauszug thront hier die Göttliche Weisheit mit dem Sternenzepter.

### Gemälde
In dem Deckengemälde über dem Gemeinderaum, einem Trompe-l’œil-Fresko, thront Jesus als Weltenrichter auf einem Regenbogen und weist auf das Kreuz und seine Seitenwunde. Das Fresko zeigt im Westen die verschlossene Himmelspforte, vor der Chronos, der Gott der Zeit, besiegt auf dem Boden liegt, und im Osten den leeren Thron des Weltenrichters. Auf dem Thron sind Flammenschwert, Krone und Palmwedel sichtbar. Beidseits des Throns stehen Engel mit aufgeschlagenen Büchern. Unter dem himmlischen Regenbogen befinden sich die Erzengel Michael (Waage), Gabriel (Lilie) und Raphael (Wanderstab) sowie Maria. An den Längsseiten lagern Apostel als Beisitzer der Gerichts auf Wolken. Musizierende und anbetende Engel schweben heran, andere Engel bringen Weltkugel und Kreuz.
Das Chorfresko zeigt, wie Engel die Leidenswerkzeuge Christi – Kreuz, Geißelsäule, Schweißtuch der Veronika, Dornenkrone, Geißel, Lanze, Stab mit dem Essigschwamm – zu Gottvater emportragen. Die Fresken schuf Johann Baptist Zimmermann, der Bruder des Architekten. Im Umgang des Gemeinderaums befinden sich weitere Deckenbilder. Sie zeigen u. a. die Gefangennahme Jesu nach der dreimaligen Verleugnung durch Petrus (über dem nördlichen Querhaus), die Bekehrung des guten Schächers am Kreuz (über dem südlichen Querhaus), Christus und die Ehebrecherin (über der Orgelempore) und Christus beim Pharisäer (zum Chor). Die sechs Deckenfresken des überwölbten Chorumgangs schmücken Bilder, die die Wunder Jesus zeigen.

### Kanzel
Die Kanzel, auf einen Entwurf von Dominikus Zimmermann zurückgehend, ist ein Werk "reicher Vielfalt". Geschaffen hat sie vermutlich Pontian Steinhauser. Der Schalldeckel ist in gekurvte Gebälkteile mit Lambrequins aufgelöst. Die Reliefs auf dem Korpus zeigen die Allegorien der Theologischen Tugenden: Glaube (Kreuz und Kelch mit Hostie), Liebe (Herz), Hoffnung (Anker).
Putti präsentieren die Attribute der vier lateinischen Kirchenväter: der Putto links des Korpus präsentiert Bienenkorb und Krummstab für den hl. Ambrosius, der Putto rechts des Korpus flammendes Herz und Bischofsstab für den hl. Augustinus, der Putto links des Schalldeckels Tiara, Buch und Papstkreuz mit drei Querbalken für Gregor den Großen, der Putto rechts des Schalldeckels Löwe und Kardinalshut für den hl. Hieronymus. Eine mit Blumengebinden geschmückte Halbfigur eines Engels hält die Kanzel. Zwei Putti sind damit beschäftigt, den Vorhang – eine Würdeformel – zu raffen. Bekrönt wird die Kanzel von einem Putto, die Gesetzestafeln Moses mit den zehn Geboten vorzeigend. Darüber das Auge Gottes umgeben von der Strahlenglorie.

### Orgel

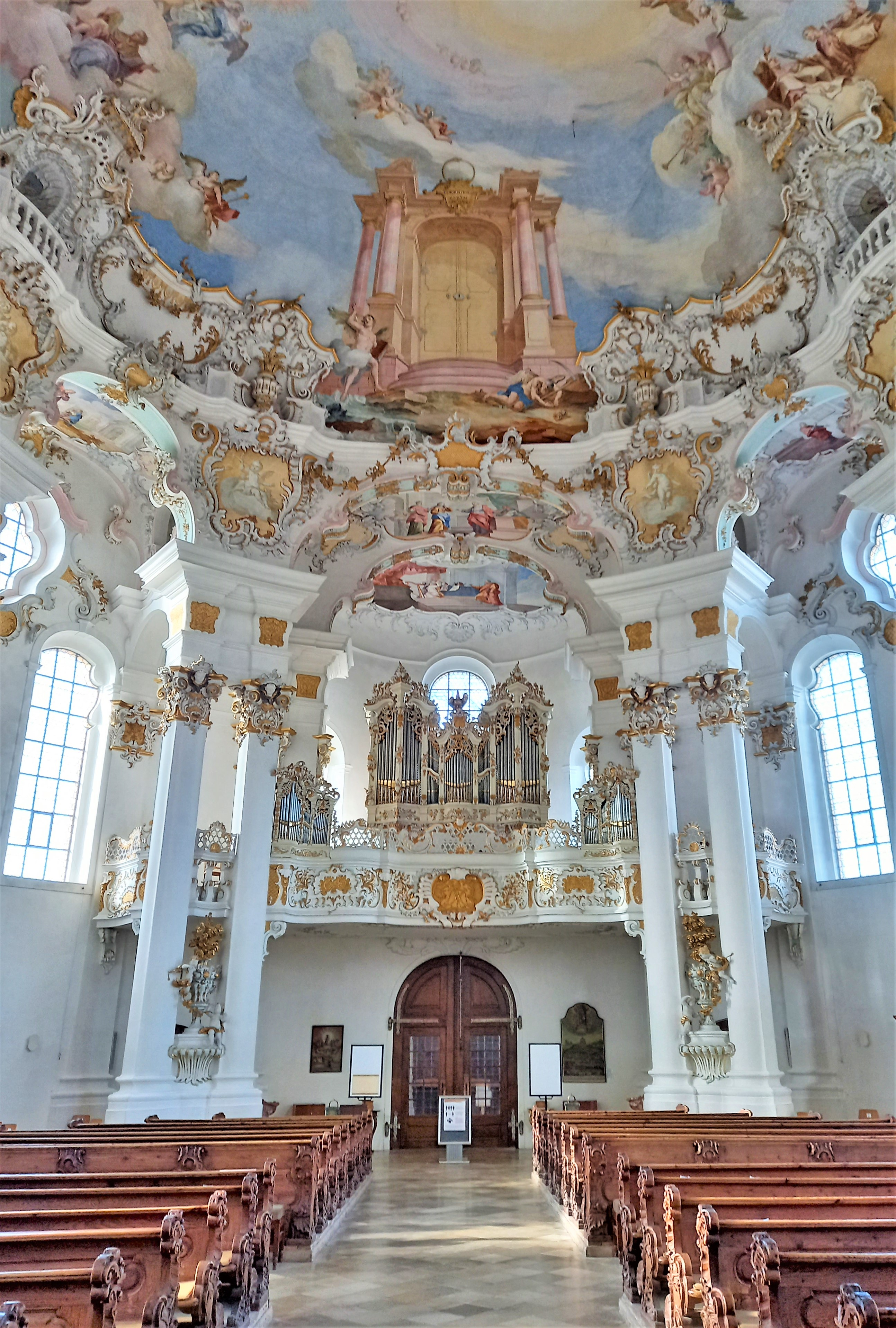
Innenraum, Blick zur Orgel

Die Orgel geht zurück auf eine zweimanualige Schleifladenorgel mit 23 Registern, die 1757 von Johann Georg Hörterich mit mechanischer Spieltraktur und wahrscheinlich mit einer kurzen Oktave in süddeutsch-österreichischer Tradition erbaut worden war.
Dieses Werk wurde 1928 von der Orgelbaufirma Willibald Siemann durch das neu erbaute Opus 441 ersetzt. Dieses Instrument mit zwei Manualen und 27 Register hatte entsprechend dem damaligen Zeitgeschmack eine pneumatische Traktur. Um den erweiterten Pfeifenbestand unterzubringen, wurden die Gehäuse der Rückpositive nach hinten verlängert. Das Konzept galt als modern und richtungsweisend im Sinne der Orgelbewegung und die Orgel war jetzt zudem „Bach-tauglich“. Im Jahr 1959 erbaute Gerhard Schmid aus Kaufbeuren in dem historischen Rokoko-Gehäuse von Dominikus Zimmermann ein neues, dreimanualiges Instrument mit 43 Registern auf Schleifladen, mit mechanischer Spieltraktur und pneumatischer Registertraktur. Hinzugefügt wurde im Unterbau des Hauptgehäuses ein Schwellwerk. Ebenfalls neu erbaut wurde ein moderner Spieltisch. Aus der historischen Orgel von 1757 wurden etwa 600 Pfeifen übernommen sowie einige Register, die die Fa. Siemann 1928 hinzugefügt hatte. Mit diesem Neubau näherte man sich tendenziell stilistisch wieder der Barockzeit.
Im Jahre 2010 wurde bei Orgelbaumeister Claudius Winterhalter aus Oberharmersbach erneut ein Neubau in Auftrag gegeben, da weder ein Umbau der Schmid-Orgel, noch eine Rekonstruktion des ursprünglichen Instruments in Frage kam. Bei der Planungsphase ergab sich, dass einige historische Orgelteile wie das veränderte, reich intarsierte Spieltischgehäuse und ein Karton mit Pfeifen der Hörterich-Orgel, die quasi einen „Dachbodenfund“ darstellten, aus dem Besitz von Gunnar Schmid einbezogen werden konnten. In Summe wurden daher sowohl 475 Pfeifen aus der ehemaligen Hörterich-Orgel wie auch 41 Pfeifen von Siemann in das Konzept der neuen Wies-Orgel eingebunden. Das Zimmermann-Gehäuse wurde beibehalten und restaurativ ergänzt. Das historische Spieltischgehäuse von 1757 wurde restauriert und ergänzt, um einen modernen, mit zeitgemäßen Abmessungen versehenen, als auch einen zierlichen und ansprechenden Spieltisch zu erhalten. Durch die neue Disposition erhielt die Orgel wieder eine süddeutsche Klangcharakteristik, die moderat mit anderen stilistischen Elementen erweitert ist, um den liturgischen Ansprüchen und dem modernen Konzertbetrieb zu genügen.
Das Instrument hat 42 Register auf drei Manualen und Pedal. Die Spieltrakturen sind mechanisch, die Registertrakturen mechanisch und elektrisch.
| I Hauptwerk C–g3 |             |       |
| 1.               | Bourdon     | 16′   |
| 2.               | Principal   | 8′    |
| 3.               | Holzflöte   | 8′    |
| 4.               | Gedackt     | 8′    |
| 5.               | Gamba       | 8′    |
| 6.               | Octav       | 4′    |
| 7.               | Flöte       | 4′    |
| 8.               | Fugara      | 4′    |
| 9.               | Quinte      | 2 ⁄3′ |
| 10.              | Superoctave | 2′    |
| 11.              | Mixtur V–VI | 2′    |
| 12.              | Hörnle III  | 2 ⁄3′ |
| 13.              | Trompete    | 8′    |

| II Positiv C–g3 |              |       |
| 14.             | Coppel major | 8′    |
| 15.             | Quintatön    | 8′    |
| 16.             | Principal    | 4′    |
| 17.             | Coppel minor | 4′    |
| 18.             | Octave 2'    | 4′    |
| 19.             | Quinte       | 1 ⁄3′ |
| 20.             | Cimbel IV    | 1′    |
| 21.             | Vox humana   | 8′    |
|                 | Tremulant    |       |

| III Echo (schwellbar) C–g3 |             |        |
| 22.                        | Principal   | 8′     |
| 23.                        | Rohrflöte   | 8′     |
| 24.                        | Salicional  | 8′     |
| 25.                        | Bifara      | 8′     |
| 26.                        | Octave      | 4′     |
| 27.                        | Spitzflöte  | 4′     |
| 28.                        | Nasard      | 2 ⁄3′  |
| 29.                        | Flageolet   | 2′     |
| 30.                        | Terz        | 1 3⁄5′ |
| 31.                        | Mixtur IV–V | 1 ⁄3′  |
| 32.                        | Trompette   | 8′     |
| 33.                        | Oboe        | 8′     |
| 34.                        | Clairon     | 4′     |
|                            | Tremulant   |        |

| Pedal C–f1 |              |        |
| 35.        | Principal    | 16′    |
| 36.        | Subbass      | 16′    |
| 37.        | Octavbass    | 8′     |
| 38.        | Violonbass   | 8′     |
| 39.        | Quintbass    | 5 1⁄3′ |
| 40.        | Mixturbass V | 4′     |
| 41.        | Posaune      | 16′    |
| 42.        | Trompete     | 8′     |

- Koppeln: II/I, III/I, III/II, I/P, II/P, III/P
- Neben- und Effektregister: Glockenspiel, 2 Tremulanten
- Spielhilfen: Schwelltritt, Setzeranlage

### Glocken
Im Turm hängen sieben Kirchenglocken aus Bronze mit der Schlagtonfolge f1 – as1 – b1 – c2 – es2 – f2 – ges2.
Vier der Glocken bilden ein zusammenhängendes Barockgeläut (as1 – c2 – es2 – ges2). Es wurde von Abraham Brandtmair und Franziskus Kern aus Augsburg in den Jahren 1750/51/53 gegossen. 1964/65 ergänzte die Glockengießerei Hofweber aus Regensburg den Bestand um drei Glocken.
| Glocke | Widmung                    | Gussjahr | Gewicht  | Durchmesser | Schlagton |
| ------ | -------------------------- | -------- | -------- | ----------- | --------- |
| 1      | Sanctissima Trinitas       | 1964     | 964 kg   | 1195 mm     | f1        |
| 2      | Sancta Anna                | 1753     | 489 kg   | 930 mm      | as1       |
| 3      | Dolorosa Mater Maria       | 1964     | 395 kg   | 890 mm      | b1        |
| 4      | Gegeißelter Heiland        | 1751     | 222 kg   | 720 mm      | c2        |
| 5      | Jesus Christus             | 1750     | 135 kg   | 610 mm      | es2       |
| 6      | Sanctus Josephus           | 1965     | ≈ 100 kg | 550 mm      | f2        |
| 7      | Schmerzhafte Mutter Gottes | 1750     | 90 kg    | 510 mm      | ges2      |

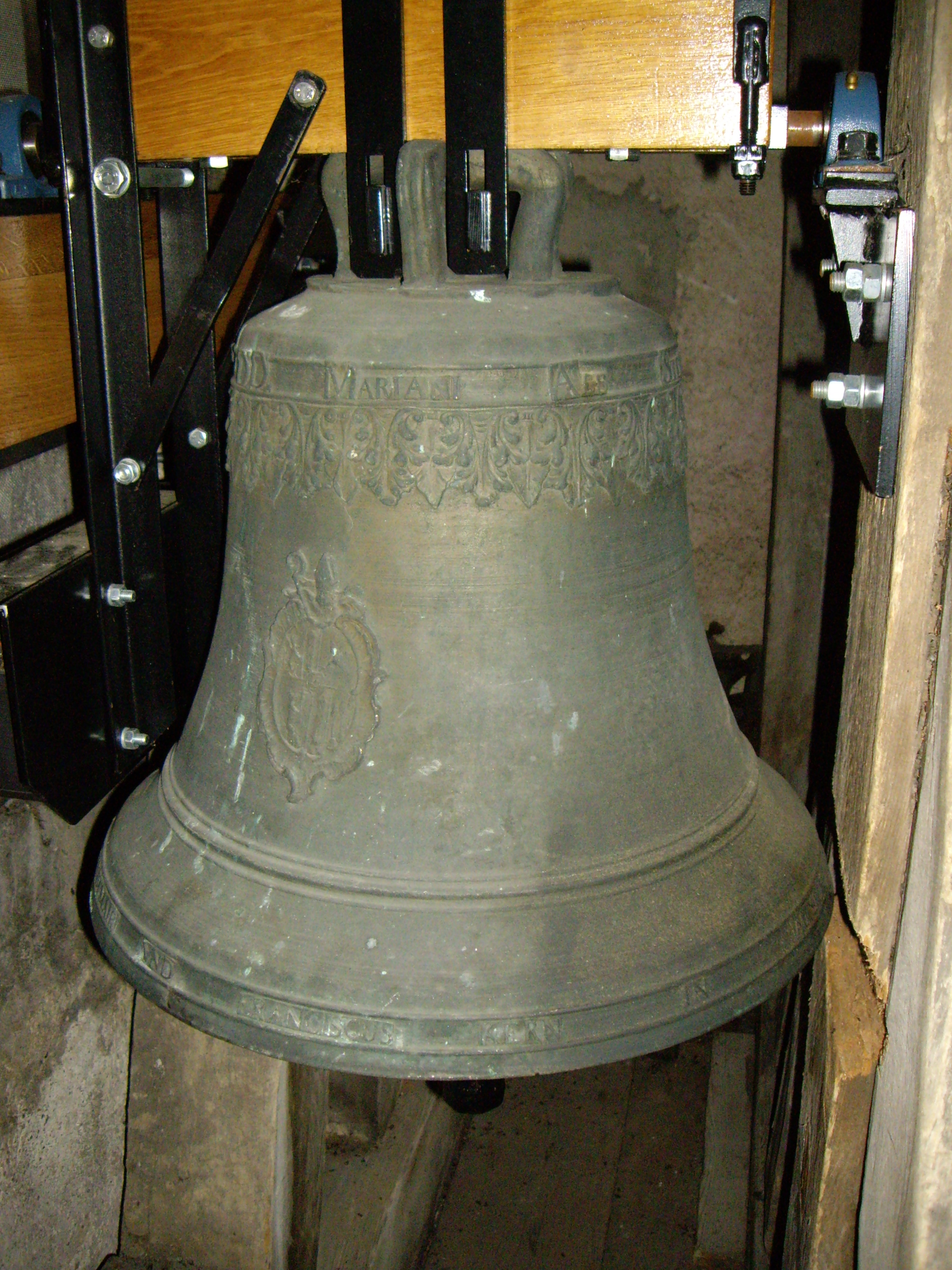
Sterbeglocke von 1750

Als Angelusglocke um 6:00, 12:00 und 18:00 Uhr fungiert die Anna-Glocke (Glocke 2); am Abend schließt sich die kleine Sterbeglocke (7) an. Außerhalb der Karwoche erinnert jeden Freitag um 15:00 Uhr die große Dreifaltigkeitsglocke (1) an die Sterbestunde Christi. Zum Einläuten der Sonntage, samstags um 15:00 Uhr, erklingt das vierstimmige Barockgeläut (2 – 4 – 5 – 7), wie auch jeweils 15 und 5 Minuten vor den Sonntagsmessen. An Werktagen läutet ein Motiv aus drei Glocken (3 – 4 – 5). Das Vollgeläut ist den Hochfesten vorbehalten.